# Roc de Montalet
Pour les articles homonymes, voir Montalet.

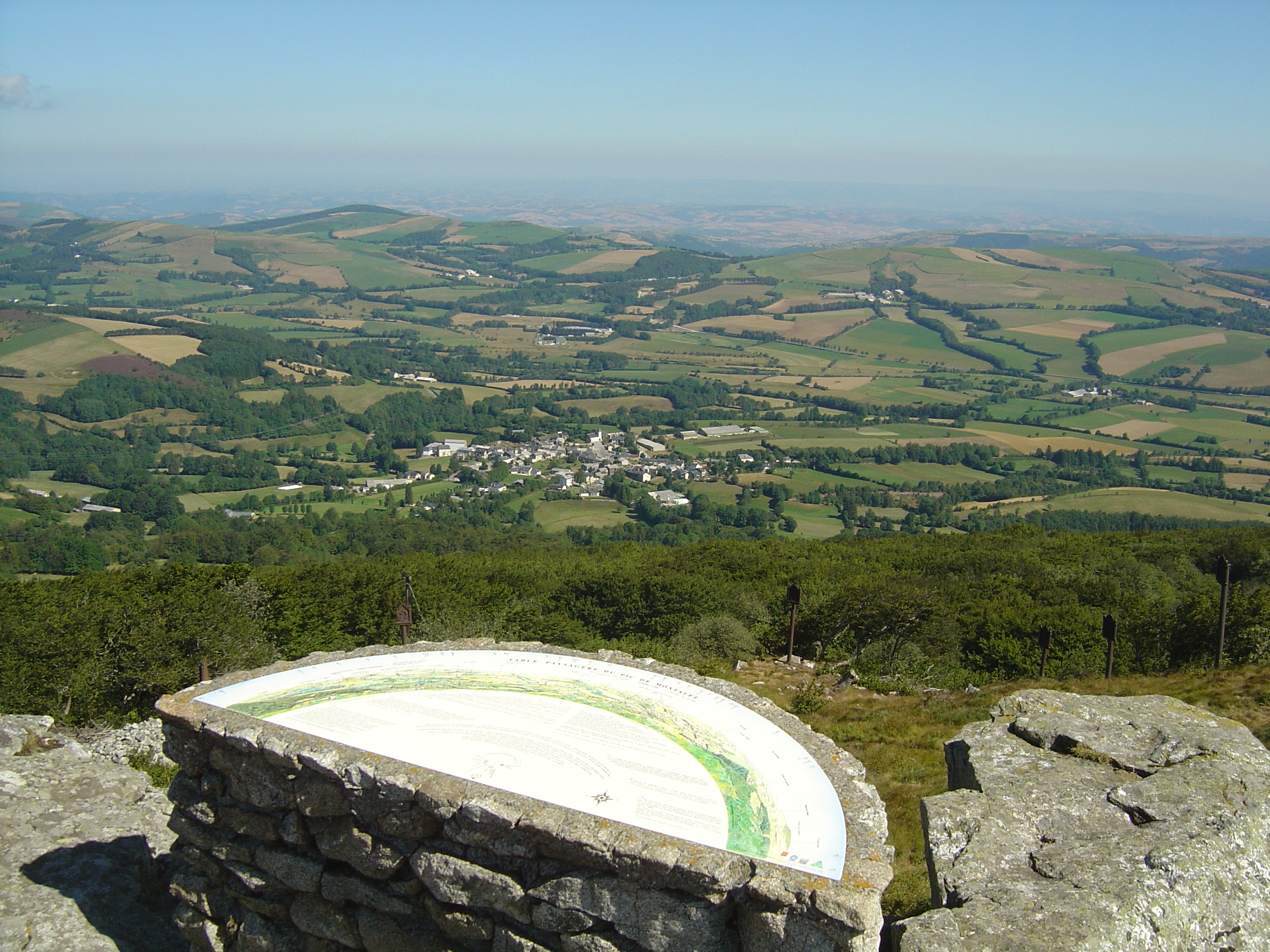
Table d'orientation du roc de Montalet. Vue sur le hameau des Vidals à Lacaune plus bas.

Le roc de Montalet est un sommet des monts de Lacaune dans le parc naturel régional du Haut-Languedoc. D’une altitude de 1 259 mètres, il est situé sur le territoire de la commune de Lacaune dans le département du Tarn. Contrairement à une idée reçue, il n’est ni le point culminant du massif ni du département, dépassé de peu par le puech de Montgrand (1 269 m) et le puech de Rascas (1 270 m).

## Toponymie
Montalet signifie « petit mont », conformément au diminutif occitan alet.

## Géographie

### Flore
La flore au sommet est constituée de genêts purgatifs, de myrtilles, et de framboisiers. On y trouve aussi des landes de bruyère fréquemment composées de callunes, mais aussi de fétuques, de pieds de chat, de dents de chiens, de crocus à fleur nue, de gentianes, etc.
En dessous de la lande se situe une hêtraie. Au printemps, le sol du sous-bois voit se développer diverses fleurs : perce-neige, anémone sylvie, muguet, sceau de Salomon verticillé, jonquille. En été apparaissent la luzule des bois, l’aspérule odorante, le lamier jaune.

## Histoire

### Le système métrique
Le roc de Montalet a été utilisé comme point intermédiaire pour calculer la distance entre Dunkerque et Barcelone en 1792, par deux astronomes, Jean-Baptiste Delambre et Pierre Méchain, spécialistes de la mesure des angles, le mètre venant d’être adopté sous la Révolution comme unité de mesure commune. Méchain y planta un signal (la borne géodésique), plusieurs fois détruit par la population locale excédée par les levées en masse de soldats et persécutions anticléricales de la Révolution française. Ce n’est que grâce au recours à la force que Méchain put achever son travail. Le mètre fut adopté définitivement comme mesure commune par la France en 1840.

### Lieu de pèlerinage

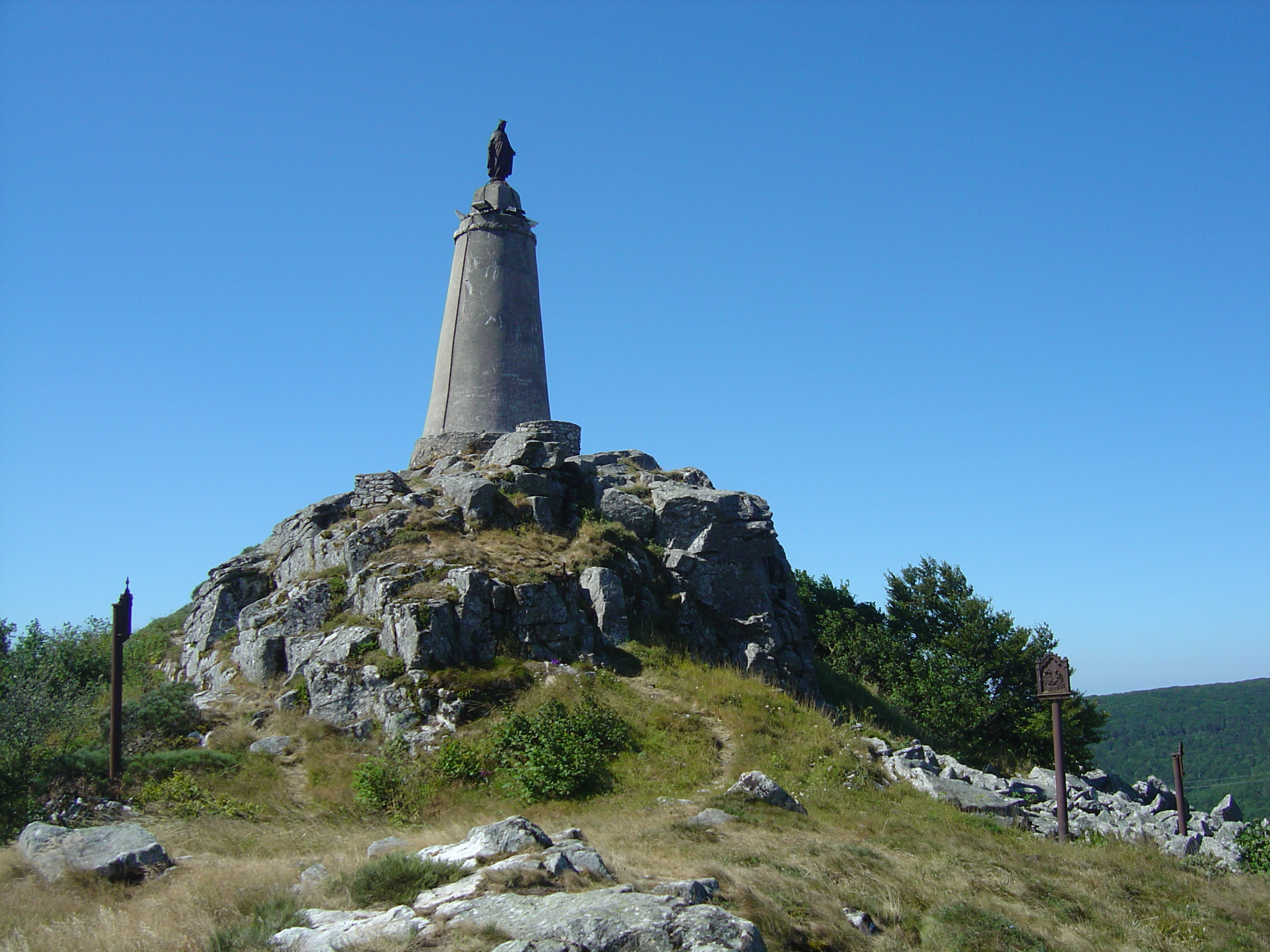
Statue de la vierge.

Une statue de la vierge Marie trône au sommet du roc de Montalet. Elle mesure 2,20 m, pèse 700 kg et repose sur un socle de 9 mètres de hauteur. Elle fut érigée en 1882 avec le chemin de croix en fonte à la suite d'une retraite spirituelle prêchée par le père Jean du Tiers-Ordre régulier de Saint-Francois de Notre-Dame de la Drèche à Albi. Le roc de Montalet faisait figure de montagne sacrée dans ce pays. Lucien Alengrin, enfant du pays atteint d’une septicémie depuis cinq ans et condamné selon le pronostic vital de la médecine, venu en pèlerinage le 21 mai 1945, jour de la Pentecôte, en guérit miraculeusement après.